# Original Stories from Real Life
Original Stories from Real Life; with Conversations Calculated to Regulate the Affections, and Form the Mind to Truth and Goodness är en barnbok med ett underliggande filosofiskt och politiskt budskap, vilken skrevs av 1700-talsfeministen Mary Wollstonecraft och gavs ut första gången 1788. Boken inleds med en ramberättelse om två unga flickor, Mary och Caroline (uppkallade efter två av Lady Kingsboroughs döttrar), vilka undervisas av en vis och välvillig modersfigur, Mrs. Mason. Därefter följer ett antal andra berättelser av filosofisk och moralisk karaktär. Boken kan ses som ett uttryck för Wollstonecrafts pedagogik och kan jämföras med två andra betydande utbildningsteoretiker under 1700-talet, John Locke och Jean-Jacques Rousseau. Boken trycktes i nio upplagor innan den så småningom blev utgången någon gång mellan 1820 och 1835. 

## Publiceringar och mottagande
Den första utgåvan gavs ut anonymt 1788, samma år som Wollstonecrafts första roman Mary: A Fiction, och priset var två shilling. Den andra utgåvan trycktes 1791 och då fanns Wollstonecrafts namn på framsidan. Efter den politiska pamfletten Vindication of the Rights of Men, utgiven 1790, hade hon blivit välkänd och hennes namn kunde främja försäljningen. Bokförläggaren Joseph Johnson lät William Blake få uppdraget att illustrera denna utgåva, vilken gick för priset två shilling och sex pence.

### Illustrationer
William Blake, som ofta engagerats för att illustrera Wollstonecrafts böcker, anlitades också för denna bok.